# 賢良橋

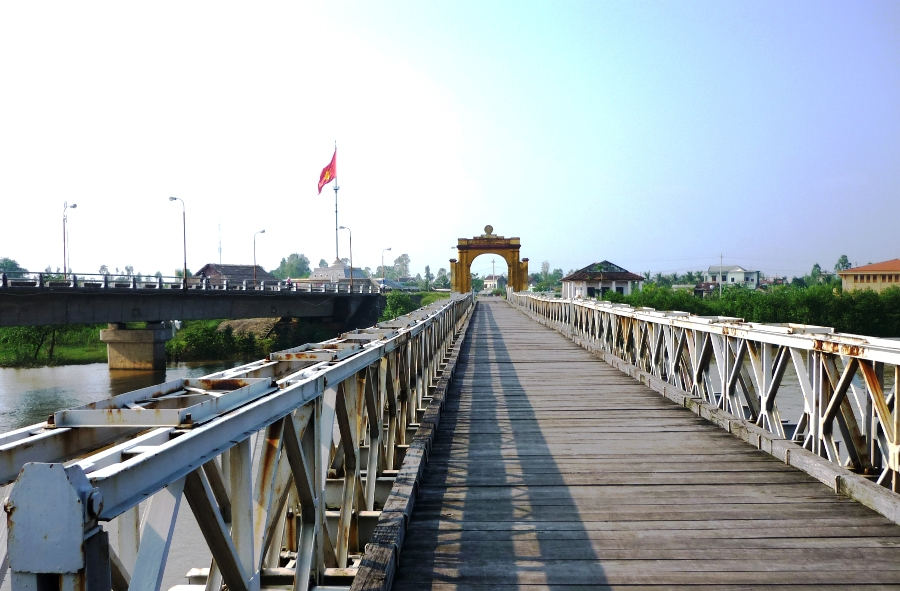
賢良橋

17°00′14.50″N 107°03′05.40″E / 17.0040278°N 107.0515000°E
賢良橋是位於越南中部廣治省永靈縣境內的一座橋。該橋跨越邊海河，國道1號由該橋上經過。在南北越分治期間，邊海河是17度線的界河，因而賢良橋是越南民主共和國（北越）和越南共和國（南越）之間通行的重要橋樑。
由法國人建於1950年。又名和平橋。根據日內瓦協定，賢良橋的北部漆上紅色、南部漆上黃色。1967年，在越南戰爭中被美國炸毀。巴黎和平協約後，於原橋址旁建立新橋。現為廣治省重要景點。